# 南沙織
南 沙織（みなみ さおり、1954年〈昭和29年〉7月2日 - ）は、日本の元歌手、元アイドル。本名：篠山 明美（旧姓：内間）。沖縄県中頭郡嘉手納町生まれ、宜野湾市育ち。夫は写真家・篠山紀信。3児の母。次男は篠山輝信。

## 人物
沖縄県嘉手納町で生まれ、4歳の頃からは宜野湾市で育った。幼少の頃は宜野湾市でも何度か引越しをしたが、南によると「どういうわけか、自宅はいつも普天間飛行場のゲートの近くだった」という。母の勧めで真栄原のクライスト・ザ・キング・インターナショナル・スクールに通った。義父はフィリピンが故郷で、第二次世界大戦後にアメリカ合衆国の軍属として沖縄に来ている。
デビュー時は母親の郷里、鹿児島県（奄美大島）生まれとされたが、実際は生まれも育ちも沖縄県（なお、出生から17歳までアメリカ施政権下）。また、フィリピン人とのハーフであるとされてきたが、正しくは両親とも日本人で母の再婚相手（義父）がフィリピン人である。生育環境からいわゆるバイリンガルである。異父妹弟がいる。カトリック信徒で、英語名「シンシア（Cynthia 月の女神、蟹座の守護神の意）」を愛称としている。星座が「蟹座」であることから、デビュー曲「17才」のジャケットの写真にも「蟹座」のデザインのシャツを着用しているほか、発売時のキャンペーンでは蟹のマークのシールが配布されていた。デビューから35年を経て発売されたCD-BOX『Cynthia Premium』の外箱には、同様に蟹座のマスコットがプリントしてある。
1972年の沖縄返還の前後に沖縄県民の間では非常に大きな盛り上がりがあったが、沖縄が日本に返還されることについて南は、「とても複雑な心境だった。素直に喜べなかった。」と述べている。その理由として、義父がアメリカ軍兵士を相手に飲食店を経営しており、返還を機に父の店はダメになるのではと懸念していたからであった。本人が「テレビよりもファンと直接触れ合えるコンサートが好き」と語っていたように、芸能活動の多くは音楽活動に費やされ、テレビドラマや映画出演などの女優業はほとんど行わなかった。ただしデビュー当時の1971年、円谷プロダクション製作のパイロットフィルム『ミラーマン』に、主人公・鏡京太郎（柴俊夫、当時・柴本俊夫）の恋人・ユミ役で出演したことがあり、翌年にも柴が主演した『シルバー仮面』（宣弘社）の第6話にゲスト出演している。

### 著名人のファン
吉田拓郎は南のファンであることを再三にわたって公言しており、かまやつひろしと組んでリリースした「シンシア」は、南に捧げた楽曲である。また、泉谷しげるも同様で1973年に野音にて南とジョイントコンサートを行っている。
他にも羽仁進、大岡昇平、岩崎宏美、泉麻人、やくみつる、さくらももこ、みぶ真也などがいる。

## 来歴

### デビュー前
歌手デビュー以前、地元沖縄で琉球放送の視聴者参加型のど自慢テレビ番組『オキコワンワンチャンネル』『100万人の大合戦』などでアシスタントのアルバイトをしていた。一方、その頃東京では、CBS・ソニーがデビューさせる新たな人材を探していた。ある時、琉球放送のテレビ番組にヒデとロザンナがゲスト出演した際、そのマネージャーが持ち帰った写真に偶々南が載っており、更にそれが偶然ソニー関係者の目に留まったことから、急遽、東京に呼び寄せられることとなった。

### 現役時代
1971年の春、本土復帰前の沖縄から母親と二人で上京。CBS・ソニー社長との顔合わせを経て、デビューに向けたプロジェクトが開始された。
レコード・デビューまでわずか3ヶ月足らずというその過程について、作詞家の有馬三恵子は、「あんなにスムーズに新人歌手をデビューさせられた例は、他にない気がする」と語っている。そして「詩心を大いに刺激した」という南のために書かれた詞の中から、「17才」がデビュー曲として採用され（タイトルは酒井政利による）、6月1日に「ソニーのシンシア」のキャッチフレーズを持って歌手デビュー。約54万枚の大ヒットとなった。
楽曲作りに着手した時点ではまだ芸名は決まっておらず、CBS・ソニーの社内公募では「南陽子」が1位だったが、有馬三恵子の「彼女のイメージは陽子じゃなく、沙織じゃないかしら」の一言で「南沙織」に決まった。
デビュー時の南のインパクトについて、写真家の篠山紀信は「彼女の登場は、返還を目前とした沖縄のイメージ・アップのための国策歌手かと思ったくらい良かった」と述懐しており、音楽プロデューサーの酒井政利は「そのタイミングは、南沙織が持つ気運のひとつであったのではないか」と著書で書き記している。また、「世代的共感を歌うアーティストの始まり」「日本におけるアイドルの第1号」「元祖アイドル」と評価されることもある。
1971年暮れの第13回日本レコード大賞で新人賞を受賞し、同年のNHK『第22回NHK紅白歌合戦』にも初出場。プロマイドも、1971年、1972年の年間売り上げ実績では第1位を獲得している。また、同時期にデビューした小柳ルミ子・天地真理らと共に "新三人娘" と括られることもあり、当時のアイドルの代表格であった。
1972年から1974年頃までは、筒美京平が手がけた楽曲を中心にヒットを放ち、アルバムでは多くの洋楽ポップスもレコーディングした。そのファン層は広く、普段は洋楽しか聴かない層の獲得にも成功したと言われている。
1975年発売の「人恋しくて」では田山雅充が作曲を担当。カヴァー・ソング以外では、初めて有馬・筒美コンビではないシングルA面曲となった。また、この曲で第17回日本レコード大賞の歌唱賞を受賞。以後、松本隆や荒井由実など、ニューミュージック系のライターも起用するようになった。珍しいところでは、アルバム『人恋しくて』において矢沢永吉（"五大洋光" 名義）からも楽曲提供を受けている。1976年には、本人が「大のお気に入りの曲」と挙げる「哀しい妖精」を発表した。当楽曲は日本語歌詞（作詞: 松本隆）によるシングル・ヴァージョンのほか、ジャニス・イアンから提供された原詞そのままの英語ヴァージョンが15thアルバム『ジャニスへの手紙』に収録されている。

### 歌手活動引退
1978年1月、資生堂・春のコマーシャルソングに起用され、尾崎亜美が他アーティストに初提供した作品でもある「春の予感 -I've been mellow-」をリリース、スマッシュ・ヒットと成った。
ところが、24歳の誕生日を迎えた1978年7月2日、当時在学中だった上智大学での学業に専念するため、歌手活動にピリオドを打つ事を突如発表する。翌7月3日には、南自身の誕生日パーティーでの席上と、及びフジテレビ系音楽番組『夜のヒットスタジオ』の生出演時にも、改めて活動停止の詳細報告を自ら行った。さらに引退に際し、同年9月25日放送の『夜のヒットスタジオ』においては「南沙織 サヨナラ企画」が放送され、同期デビューで奇しくも同じ誕生日だった小柳ルミ子（年齢は南が2歳年下）や、当時同じ所属事務所（T&C ミュージック）だったピンク・レディーらが共演し、特に小柳と増田恵子が感極まって惜別の涙を流していた。そして、同年10月7日に調布市市民福祉会館で開催された「さよならコンサート」をもって、歌手業を含めた芸能活動を引退した。なお、当コンサートの映像は商品化されていないが、ライヴを録音したレコードが同年12月5日にリリースされている。
1979年、引退後に交際がスタートしたという 写真家の篠山紀信と結婚。紀信との間には3人の息子をもうける。次男の篠山輝信は、2006年に俳優デビューを果たした。
1983年には、"Cynthia" 名義で作詞家としての活動を1曲のみ行っている。森山良子が作曲し「ウ・フ・フ」というタイトルでアグネス・チャンのアルバム『小さな質問』に収録された。

### 歌手活動の一時再開
1991年末、第42回NHK紅白歌合戦へ1977年の第28回以来14年ぶりに出場。NHKからオファーを受けた当初は「17才」「色づく街」の2曲を歌う予定であったが、南本人の希望もあって「色づく街」のみを歌うに至った。なお、本人が登場する直前のコーナーでは、阿久悠が執筆した南の紹介文を渡辺美佐子が朗読し、BGMに「17才」のメロディーを流すという演出であった。
1992年以降、「家庭が第一」というポリシーのもと、基本的にはレコーディングのみと限定的ながら活動を再開して作品をリリース。この時「シンシア」の名で活動したこともあるが、他に同じ芸名の歌手がデビューしたと言う事もあり、「南沙織」に戻っている。
1997年4月にフィリップモリスのCMソングとなったシングル「初恋」をリリースして以降、新譜の発表はされていない。

### 2000年以降
2000年6月、歌手デビュー満30周年を記念した完全生産限定CD-BOX『CYNTHIA ANTHOLOGY』が発売された（CD5枚＋DVD1枚の全6枚組）。日本の音楽CD-BOXとしては初めてDVDが同梱された作品であり、オリコンのアルバムヒットチャートでは最高62位にランクイン、再プレスもなされた。またこの頃、リリースにあたってソニーミュージックの公式サイト「Art of loving」では、記念作品が完成した事に対して自ら謝辞コメントを寄せた音声が公開されていた。
沖縄本土復帰30周年となった2002年、「沖縄タイムス」（5月15日付）のインタビューで沖縄への思いを語ったほか、2003年7月には浴衣姿で被写体となった新聞広告（撮影: 篠山紀信）が掲載された。
2006年3月、恩師である酒井政利の「文化庁長官表彰・音楽プロデューサー45周年」パーティに、久しぶりに夫婦で公の場に登場し、乾杯の音頭をとった。同年6月には、歌手デビュー35周年を迎えるにあたり、全スタジオ・アルバム21枚を紙ジャケット仕様で復刻した完全生産限定CD-BOX『Cynthia Premium』が発売された（CD21枚＋DVD1枚の全22枚組）。当ボックスでは「篠山シンシア」として監修も務めあげ、オリコンのアルバムヒットチャートでは最高84位にランクインしている。
2008年10月には、週刊誌『アサヒ芸能』（第63巻第39号）内特集 "70年代アイドルを「感涙の総直撃」" に特別メッセージを寄稿。歌手デビュー当時の思い出や近況等が記載された。
2011年1月17日付の東京新聞・朝刊において、「この人－南沙織さん」の記事と顔写真（当時56歳）が掲載される。生まれ育った沖縄県の普天間基地移設問題に関し、南自ら「あの危ない飛行場が何故、未だに有るのか？ 移設先が辺野古の海というのも駄目です」と猛反対するコメントと、及びデビュー40年を機に再び歌手業の復帰については、「もう声、出ませんよ」と首を振り完全否定していた。
2020年には週刊現代にて「いまもって特別な存在 なんで南沙織だったんだろう」の見出しのもと4ページに渡り特集記事が組まれた。同年7月2日、自身の誕生日には歌手デビュー50周年目を迎えた記念企画CD-BOX『CYNTHIA ALIVE』が発売された。その中で、クリス松村との対談に参加している。

## ディスコグラフィ

### シングル
| #            | 発売日          | A/B面       | タイトル                      | 作詞        | 作曲        | 編曲        | オリコン 最高順位 | 規格品番    |
| CBS・ソニー  | CBS・ソニー     | CBS・ソニー | CBS・ソニー                   | CBS・ソニー | CBS・ソニー | CBS・ソニー | CBS・ソニー       | CBS・ソニー |
| ------------ | --------------- | ----------- | ----------------------------- | ----------- | ----------- | ----------- | ----------------- | ----------- |
| 1            | 1971年 6月1日   | A面         | 17才                          | 有馬三恵子  | 筒美京平    | 筒美京平    | 2位               | SONA-86183  |
| 1            | 1971年 6月1日   | B面         | 島の伝説                      | 有馬三恵子  | 筒美京平    | 筒美京平    | 2位               | SONA-86183  |
| 2            | 1971年 10月1日  | A面         | 潮風のメロディ                | 有馬三恵子  | 筒美京平    | 筒美京平    | 7位               | SONA-86202  |
| 2            | 1971年 10月1日  | B面         | なぜかしら                    | 有馬三恵子  | 筒美京平    | 筒美京平    | 7位               | SONA-86202  |
| 3            | 1972年 2月1日   | A面         | ともだち                      | 有馬三恵子  | 筒美京平    | 筒美京平    | 7位               | SONA-86215  |
| 3            | 1972年 2月1日   | B面         | いつか逢うひと                | 有馬三恵子  | 筒美京平    | 筒美京平    | 7位               | SONA-86215  |
| 4            | 1972年 6月1日   | A面         | 純潔                          | 有馬三恵子  | 筒美京平    | 筒美京平    | 3位               | SOLA-28     |
| 4            | 1972年 6月1日   | B面         | 素晴らしいひと                | 有馬三恵子  | 筒美京平    | 筒美京平    | 3位               | SOLA-28     |
| 5            | 1972年 9月21日  | A面         | 哀愁のページ                  | 有馬三恵子  | 筒美京平    | 筒美京平    | 3位               | SOLY-7      |
| 5            | 1972年 9月21日  | B面         | 美しい娘たち                  | 有馬三恵子  | 筒美京平    | 筒美京平    | 3位               | SOLY-7      |
| 6            | 1973年 1月21日  | A面         | 早春の港                      | 有馬三恵子  | 筒美京平    | 筒美京平    | 11位              | SOLA-74     |
| 6            | 1973年 1月21日  | B面         | 魚たちはどこへ                | 有馬三恵子  | 筒美京平    | 筒美京平    | 11位              | SOLA-74     |
| 7            | 1973年 5月1日   | A面         | 傷つく世代                    | 有馬三恵子  | 筒美京平    | 筒美京平    | 3位               | SOLB-26     |
| 7            | 1973年 5月1日   | B面         | 昨日の街から                  | 有馬三恵子  | 筒美京平    | 筒美京平    | 3位               | SOLB-26     |
| 8            | 1973年 7月5日   | A面         | カリフォルニアの青い空        | A.Hammond   | M.Hazlewood | 穂口雄右    | 77位              | SOLB-43     |
| 8            | 1973年 7月5日   | B面         | 雨に消えた初恋                | A.Kornfeld  | S.Duboff    | 筒美京平    | 77位              | SOLB-43     |
| 9            | 1973年 8月21日  | A面         | 色づく街                      | 有馬三恵子  | 筒美京平    | 筒美京平    | 4位               | SOLB-63     |
| 9            | 1973年 8月21日  | B面         | 秋の午後                      | 有馬三恵子  | 筒美京平    | 筒美京平    | 4位               | SOLB-63     |
| 10           | 1973年 12月5日  | A面         | ひとかけらの純情              | 有馬三恵子  | 筒美京平    | 筒美京平    | 8位               | SOLB-90     |
| 10           | 1973年 12月5日  | B面         | 透き通る夕暮れ                | 有馬三恵子  | 筒美京平    | 筒美京平    | 8位               | SOLB-90     |
| 11           | 1974年 3月21日  | A面         | バラのかげり                  | 有馬三恵子  | 筒美京平    | 筒美京平    | 15位              | SOLB-121    |
| 11           | 1974年 3月21日  | B面         | この街にひとり                | 有馬三恵子  | 筒美京平    | 萩田光雄    | 15位              | SOLB-121    |
| 12           | 1974年 6月21日  | A面         | 夏の感情                      | 有馬三恵子  | 筒美京平    | 筒美京平    | 16位              | SOLB-153    |
| 12           | 1974年 6月21日  | B面         | 愛の序曲                      | 有馬三恵子  | 筒美京平    | 筒美京平    | 16位              | SOLB-153    |
| 13           | 1974年 9月21日  | A面         | 夜霧の街                      | 有馬三恵子  | 筒美京平    | 筒美京平    | 17位              | SOLB-181    |
| 13           | 1974年 9月21日  | B面         | 青春が終る日                  | 有馬三恵子  | 筒美京平    | 筒美京平    | 17位              | SOLB-181    |
| 14           | 1974年 12月21日 | A面         | 女性                          | 有馬三恵子  | 筒美京平    | 高田弘      | 23位              | SOLB-206    |
| 14           | 1974年 12月21日 | B面         | 人のあいだ                    | 有馬三恵子  | 筒美京平    | 筒美京平    | 23位              | SOLB-206    |
| 15           | 1975年 4月21日  | A面         | 想い出通り                    | 有馬三恵子  | 筒美京平    | 萩田光雄    | 19位              | SOLB-259    |
| 15           | 1975年 4月21日  | B面         | ご無沙汰                      | 有馬三恵子  | 筒美京平    | 筒美京平    | 19位              | SOLB-259    |
| 16           | 1975年 8月1日   | A面         | 人恋しくて                    | 中里綴      | 田山雅充    | 水谷公生    | 8位               | SOLB-293    |
| 16           | 1975年 8月1日   | B面         | ひとつぶの涙                  | 中里綴      | 田山雅充    | 水谷公生    | 8位               | SOLB-293    |
| 17           | 1975年 11月21日 | A面         | ひとねむり                    | 落合恵子    | 筒美京平    | 林哲司      | 27位              | SOLB-336    |
| 17           | 1975年 11月21日 | B面         | おはようさん                  | 小原弘亘    | 奥村貢      | 萩田光雄    | 27位              | SOLB-336    |
| 18           | 1976年 3月1日   | A面         | 気がむけば電話して            | 中里綴      | 田山雅充    | 萩田光雄    | 29位              | SOLB-385    |
| 18           | 1976年 3月1日   | B面         | ふりむいた朝                  | 中里綴      | 田山雅充    | 萩田光雄    | 29位              | SOLB-385    |
| 19           | 1976年 5月31日  | A面         | 青春に恥じないように          | 荒井由実    | 川口真      | 萩田光雄    | 44位              | 06SH-14     |
| 19           | 1976年 5月31日  | B面         | 窓灯り                        | 中里綴      | 田山雅充    | 水谷公生    | 44位              | 06SH-14     |
| 20           | 1976年 9月1日   | A面         | 哀しい妖精                    | 松本隆      | J.Ian       | 萩田光雄    | 20位              | 06SH-53     |
| 20           | 1976年 9月1日   | B面         | 空色のインクで                | 中里綴      | 田山雅充    | 萩田光雄    | 20位              | 06SH-53     |
| 21           | 1976年 11月21日 | A面         | 愛はめぐり逢いから            | 岡田冨美子  | 林哲司      | 林哲司      | 45位              | 06SH-100    |
| 21           | 1976年 11月21日 | B面         | Good-bye my yesterday         | 竜真知子    | 林哲司      | 林哲司      | 45位              | 06SH-100    |
| 22           | 1977年 3月1日   | A面         | ゆれる午後                    | 有馬三恵子  | 筒美京平    | 萩田光雄    | 45位              | 06SH-126    |
| 22           | 1977年 3月1日   | B面         | 春の愁い                      | 有馬三恵子  | 筒美京平    | 水谷公生    | 45位              | 06SH-126    |
| 23           | 1977年 7月21日  | A面         | 街角のラブソング              | つのだひろ  | つのだひろ  | 萩田光雄    | 36位              | 06SH-187    |
| 23           | 1977年 7月21日  | B面         | 青春の電車                    | つのだひろ  | つのだひろ  | 萩田光雄    | 36位              | 06SH-187    |
| 24           | 1977年 11月21日 | A面         | 木枯しの精                    | 丸山圭子    | 丸山圭子    | 萩田光雄    | 63位              | 06SH-239    |
| 24           | 1977年 11月21日 | B面         | つぶやき                      | 丸山圭子    | 丸山圭子    | 萩田光雄    | 63位              | 06SH-239    |
| 25           | 1978年 1月21日  | A面         | 春の予感 -I've been mellow-   | 尾崎亜美    | 尾崎亜美    | 尾崎亜美    | 25位              | 06SH-254    |
| 25           | 1978年 1月21日  | B面         | もどかしい夢                  | 尾崎亜美    | 尾崎亜美    | 尾崎亜美    | 25位              | 06SH-254    |
| 26           | 1978年 5月21日  | A面         | 愛なき世代                    | 松本隆      | 木戸一成    | 川村栄二    | 74位              | 06SH-340    |
| 26           | 1978年 5月21日  | B面         | 九月のエピソード              | 竜真知子    | 馬飼野康二  | 馬飼野康二  | 74位              | 06SH-340    |
| 27           | 1978年 8月21日  | A面         | Ms.                           | 有馬三恵子  | 筒美京平    | 筒美京平    | 80位              | 06SH-381    |
| 27           | 1978年 8月21日  | B面         | さよならにかえて              | 有馬三恵子  | 筒美京平    | 大村雅朗    | 80位              | 06SH-381    |
| 28           | 1978年 10月21日 | A面         | グッバイガール                | 中里綴      | D.Gates     | 川村栄二    | -                 | 06SH-412    |
| 28           | 1978年 10月21日 | B面         | Good-bye Girl                 | D.Gates     | D.Gates     | 川村栄二    | -                 | 06SH-412    |
| Sony Records |                 |             |                               |             |             |             |                   |             |
| 29           | 1992年 5月21日  | 01          | 青空                          | 来生えつこ  | 都志見隆    | 萩田光雄    | -                 | SRDL-3475   |
| 29           | 1992年 5月21日  | 02          | ファンレター（Remix version） | 阿久悠      | 筒美京平    | 萩田光雄    | -                 | SRDL-3475   |
| 30           | 1993年 3月21日  | 01          | 約束                          | 阿久悠      | 伊勢正三    | 萩田光雄    | -                 | SRDL-3626   |
| 30           | 1993年 3月21日  | 02          | 光る女                        | 阿久悠      | 井上大輔    | 萩田光雄    | -                 | SRDL-3626   |
| 31           | 1994年 6月22日  | 01          | よろしく哀愁                  | 安井かずみ  | 筒美京平    | 服部隆之    | -                 | SRDL-3850   |
| 31           | 1994年 6月22日  | 02          | Art of Loving                 | 売野雅勇    | 山崎ハコ    | 大谷幸      | -                 | SRDL-3850   |
| 32           | 1996年 1月21日  | 01          | 愛は一度だけですか            | 阿久悠      | 都志見隆    | 重実徹      | -                 | SRDL-4143   |
| 32           | 1996年 1月21日  | 02          | 万華鏡                        | 阿久悠      | 都志見隆    | 大堀薫      | -                 | SRDL-4143   |
| 33           | 1997年 4月21日  | 01          | 初恋                          | 山本次郎    | 山本次郎    | 梅垣達志    | -                 | SRDL-4361   |
| 33           | 1997年 4月21日  | 02          | うみ そら かわ                | 康珍化      | 亀井登志夫  | 白井良明    | -                 | SRDL-4361   |

### その他のシングル
|    | タイトル                                                                                         | 発売日   | 備考                                                                                     |
| 1  | クローバー・シリーズ 17才                                                                        | 72.06    | 各面2曲ずつ収録したクローバー・シリーズ第1弾。『17才』『潮風のメロディ』などを収録。     |
| 2  | クローバー・シリーズ 純潔                                                                        | 72.12.05 | クローバー・シリーズ第2弾。『純潔』『ともだち』などを収録。                              |
| 3  | クローバー・シリーズ 早春の港                                                                    | 73.06.01 | クローバー・シリーズ第3弾。『早春の港』『哀愁のページ』などを収録。                      |
| 4  | クローバー・シリーズ 色づく街                                                                    | 73.12    | クローバー・シリーズ第4弾。『色づく街』『傷つく世代』などを収録。                        |
| 5  | クローバー・シリーズ バラのかげり / ひとかけらの純情                                             | 74.05.01 | クローバー・シリーズ第5弾。『バラのかげり』『ひとかけらの純情』などを収録。              |
| 6  | クローバー・シリーズ 夜霧の街 / 夏の感情                                                         | 74.12.01 | クローバー・シリーズ第6弾。『夜霧の街』『夏の感情』などを収録。                          |
| 7  | クローバー・シリーズ 17才 / 純潔                                                                 | 74.12.01 | クローバー・シリーズ第7弾。シングル4曲を収録。                                           |
| 8  | クローバー・シリーズ 想い出通り / 女性                                                           | 75.06.01 | クローバー・シリーズ第8弾。タイトルのシングル2曲などを収録。                             |
| 9  | クローバー・シリーズ 色づく街 / 哀愁のページ                                                     | 75.06.01 | クローバー・シリーズ第9弾。シングル4曲を収録。                                           |
| 10 | シンシアのクリスマス                                                                             | 75.11.21 | クリスマスソングを4曲収録。「聖夜」「ジングル・ベル」他                                  |
| 11 | クローバー・シリーズ ひとねむり / 人恋しくて                                                     | 75.11.21 | クローバー・シリーズ第10弾。タイトルのシングル2曲などを収録。                            |
| 12 | ヒットパック・シリーズ 青春に恥じないように / 気がむけば電話して                                 | 76.08.01 | 各面2曲ずつ収録したヒットパック・シリーズ第1弾。タイトル2曲などを収録。                  |
| 13 | ヒットパック・シリーズ 17才 / 潮風のメロディ / 純潔 / ともだち                                   | 76.08.01 | ヒットパック・シリーズ第2弾。タイトル4曲を収録。                                         |
| 14 | ヒットパック・シリーズ 哀愁のページ / 早春の港 / 傷つく世代 / 色づく街                           | 76.08.01 | ヒットパック・シリーズ第3弾。タイトル4曲を収録。                                         |
| 15 | ヒットパック・シリーズ 人恋しくて / ひとかけらの純情 / 気がむけば電話して / 青春に恥じないように | 76.08.01 | 各面2曲ずつ収録したヒットパック・シリーズ第4弾。                                         |
| 16 | ジャニス・イアンとシンシアのゆたかなめぐり逢い                                                   | 77.01.21 | ヒットパック・シリーズ第5弾。シンシアが歌唱したジャニス・イアンの手掛けた楽曲4曲を収録。 |
| 17 | ヒットパック・シリーズ 街角のラブソング / ゆれる午後                                             | 77.08.21 | ヒットパック・シリーズ第6弾。タイトルのシングル2曲などを収録。                           |
| 18 | Golden Single Series 人恋しくて/哀しい妖精                                                       | 78.04.21 | ヒットシングルA面曲のカップリング盤。                                                    |
| 19 | メモリアル・ヒットバンク・シリーズ 南沙織 VOL.1                                                  | 83.7.21  | 復刻したシングル3枚をセットにしたメモリアル・ヒットバンク・シリーズ第1弾。               |
| 20 | メモリアル・ヒットバンク・シリーズ 南沙織 VOL.2                                                  | 83.7.21  | 復刻したシングル3枚をセットにしたメモリアル・ヒットバンク・シリーズ第2弾。               |
| 21 | メモリアル・ヒットバンク・シリーズ 南沙織 VOL.3                                                  | 83.7.21  | 復刻したシングル3枚をセットにしたメモリアル・ヒットバンク・シリーズ第3弾。               |
| 22 | プラチナシングルシリーズ 17才/純潔                                                               | 89.3.21  | ヒットシングル2曲を収録した8cmシングル。                                                 |
| 23 | プラチナシングルシリーズ 色づく街/人恋しくて                                                     | 89.3.21  | ヒットシングル2曲を収録した8cmシングル。                                                 |

### オリジナル・アルバム
|    | タイトル         | 発売日   | 備考                                                                                            |
| 1  | 17才             | 71.10.01 | 有馬×筒美作品6曲 + カヴァー6曲 「ふるさとの雨」は改詞・改題し石野真子がカヴァー（「彼が初恋」） |
| 2  | 潮風のメロディ   | 71.12.05 | 「小さな恋のメロディ」「夢見るシャンソン人形」等カヴァー集                                      |
| 3  | 純潔／ともだち   | 72.06.21 | 有馬×筒美作品6曲 + カヴァー6曲                                                                  |
| 4  | 哀愁のページ     | 72.09.21 | オールディーズ中心のカヴァー第2弾                                                               |
| 5  | 早春のハーモニー | 72.12.21 | 初の全曲筒美京平作品（カヴァー含む）                                                            |
| 6  | 傷つく世代       | 73.05.21 | SEを織り込んだ、サウンドドラマ仕立て                                                            |
| 7  | 20才まえ         | 73.09.21 | ナレーションを多用したコンセプチュアルな作品                                                    |
| 8  | ひとかけらの純情 | 74.02.21 | 有馬×筒美作品6曲 + カヴァー6曲                                                                  |
| 9  | 夏の感情         | 74.07.21 | 有馬×筒美作品4曲 + フォークソングのカヴァー8曲                                                  |
| 10 | 20才             | 74.12.10 | オリジナル作品で松本隆を初起用                                                                  |
| 11 | Cynthia Street   | 75.06.21 | ロサンゼルス録音盤                                                                              |
| 12 | 人恋しくて       | 75.12.05 | 作曲家として矢沢永吉が参加                                                                      |
| 13 | 素顔のままで     | 76.04.21 | シンシア作詞の曲を含む                                                                          |
| 14 | 哀しい妖精       | 76.09.21 | フォーク・テイストの作品                                                                        |
| 15 | ジャニスへの手紙 | 76.12.21 | Janis Ian提供曲や、ボブ・ディランのカヴァー「風に吹かれて」を収録                               |
| 16 | 午後のシンシア   | 77.04.01 | 有馬×筒美作品のみで構成                                                                         |
| 17 | Hello!Cynthia    | 77.08.21 | カジュアルでライトなアルバム                                                                    |
| 18 | I've been mellow | 78.06.01 | "SAORI" 名義でリリースされた                                                                    |
| 19 | Simplicity       | 78.10.01 | 有馬×筒美作品6曲 + カヴァー6曲。70年代のラストアルバム                                          |
| 20 | MATURITY         | 92.06.21 | 南佳孝とのデュエットを収録した14年ぶりの作品                                                    |
| 21 | Art of Loving    | 93.10.01 | 吉田拓郎提供の「黒い瞳」収録                                                                    |

### ライヴ・アルバム
|   | タイトル           | 発売日   | 主な収録曲                             | 録音会場             |
| 1 | CYNTHIA IN CONCERT | 74.09.01 | 「荒野のならず者」「五番街のマリーへ」 | 中野サンプラザ       |
| 2 | SAORI ON STAGE     | 77.12.05 | 「ダンシング・クィーン」「歌の贈り物」 | 東京芝郵便貯金ホール |
| 3 | Good-by Cynthia    | 78.12.05 | 「懐かしい日々」「六本木」「私の出発」 | 調布市市民福祉会館   |

### ベスト・アルバム（LPのみ）
|    | タイトル                         | 発売日   | 備考                                                                  |
| 1  | ギフトパック 南沙織 -1972年版-   | 72.11.01 | 初めてのベストアルバム                                                |
| 2  | ギフトパック 南沙織 -1973年版-   | 73.11.01 | セレクション・アルバム第2弾                                           |
| 3  | 南沙織ヒット全曲集 -1974年版-    | 74.11.01 | ヴォーカル別テイクのSQ 4ch音源含む                                    |
| 4  | 南沙織デラックス                 | 75.06.01 | 初のLP2枚組ベスト                                                     |
| 5  | 南沙織ヒット全曲集 -1975年版-    | 75.11.01 | シングル曲で構成されたヒット・セレクション                            |
| 6  | Best of Best 南沙織のすべて      | 76.06.01 | 2枚組ベスト第2弾                                                      |
| 7  | 南沙織ヒット全曲集 -1976年版-    | 76.11.01 | シングル・ヒット10曲+2                                                |
| 8  | シンシアのハーモニー             | 77.06.01 | 2枚組ベスト第3弾                                                      |
| 9  | シンシア・ラブ                   | 77.10.01 | 初のLP3枚組ベスト                                                     |
| 10 | シンシア・メモリー               | 77.11.01 | シングル・セレクション13曲                                            |
| 11 | THE BEST / 南沙織 -1978年6月版-  | 78.06.21 | シングル・セレクション14曲                                            |
| 12 | THE BEST / 南沙織 -1978年11月版- | 78.11.01 | 2枚組ベスト第4弾 シングルズ27曲（「グッバイガール」除く）+3曲         |
| 13 | THE BEST / 南沙織 -1979年6月版-  | 79.06.21 | シングル・セレクション13曲                                            |
| 14 | THE BEST / 南沙織 -1979年11月版- | 79.11.01 | 2枚組ベスト第5弾 シングルズ27曲（「カリフォルニアの青い空」除く）+3曲 |
| 15 | THE BEST / 南沙織 -1980年版-     | 80.06.21 | シングル・セレクション13曲+1                                          |
| 16 | THE BEST / again 南沙織          | 81.11.01 | シングル・セレクション14曲                                            |
| 17 | THE BEST / 南沙織 -1982年版-     | 82.11.01 | シングル・セレクション11曲+1                                          |

### CD化されたベスト・アルバム
|    | タイトル                                              | 発売日   | 備考                                                                        |
| 1  | 南沙織 ポップスを歌う                                 | 75.02.21 | 洋楽カヴァーで構成されたコンピ・アルバム CD選書では「やさしく歌って」に改題 |
| 2  | 南沙織のすべて                                        | 83.11.05 | CD化された最古のシングル・ベスト                                            |
| 3  | 南沙織ベスト・コレクション                            | 86.05.21 | ジャケット違いが数パターンあり                                              |
| 4  | 南沙織ベスト Recall 〜28 SINGLES SAORI + 1〜          | 92.02.21 | 70年代のコンプリート・シングルA面集 + 新曲                                  |
| 5  | Cynthia Best 〜 Eternity                              | 96.06.21 | 歌手デビュー25周年記念ベスト + 新曲                                         |
| 6  | GOLDEN J-POP/THE BEST 南沙織                          | 98.11.21 | アルバム曲&B面曲含む高音質2枚組                                             |
| 7  | DREAM PRICE 1000 南沙織 17才                          | 01.10.11 | 70年代前期の曲を6曲収録                                                     |
| 8  | DREAM PRICE 1000 南沙織 色づく街                      | 01.10.11 | 70年代中期・後期の曲を6曲収録                                               |
| 9  | GOLDEN☆BEST 南沙織 筒美京平を歌う                     | 02.06.19 | 筒美作曲のシングルA・B面網羅（2枚組）                                       |
| 10 | 南沙織 THE BEST 〜 Cynthia-ly                         | 03.11.19 | Super Audio CD（初CD化曲含）                                                |
| 11 | 南沙織 スーパー・ベスト                               | 06.07.21 | 16曲収録のベスト                                                            |
| 12 | 南沙織 BEST OF BEST                                   | 06.09.21 | 12曲収録の廉価盤ベスト                                                      |
| 13 | GOLDEN☆BEST 南沙織 筒美京平を歌う（限定生産）         | 09.08.19 | 同名アルバム（2002年発売）のBlu-specCD盤                                    |
| 14 | GOLDEN☆BEST 南沙織 コンプリート・シングルコレクション | 10.09.08 | シングルA面完全収録全37曲（2枚組）                                          |
| 15 | 南沙織 スーパー・ヒット                               | 13.04.10 | A面シングル曲16曲+カラオケ2曲                                               |
| 16 | 南沙織 ベスト・ヒット                                 | 13.04.10 | A面シングル曲12曲+カラオケ2曲                                               |
| 17 | ゴールデン☆アイドル 南沙織                            | 14.07.30 | 1970年代のシングルA/B面完全収録全56曲（3枚組）                              |
| 18 | TSU-TSU MIX 南沙織                                    | 17.03.22 | 筒美京平作曲の楽曲のノンストップ・ミックス・アルバム                        |

### ミニ・アルバム
|   | タイトル      | 発売日   | 備考                                                |
| 1 | Cynthia Story | 88.07.21 | シングルA面5曲を収録した8cmCDミニ・ベストアルバム。 |

### CD-BOX
|   | タイトル                       | 発売日   | 備考                                                                                           |
| 1 | Cynthia Memories               | 94.05.01 | 通販限定販売の6枚組ボックス                                                                    |
| 2 | CYNTHIA ANTHOLOGY              | 00.06.07 | 歌手デビュー30周年記念メモリアル特別企画 日本の音楽CD-BOXで初めてDVDが収められた               |
| 3 | ドーナツ盤型12cmCDコレクション | 04.09.01 | 1970年代のシングル復刻ボックス                                                                 |
| 4 | Cynthia Premium                | 06.06.14 | シンシア監修の歌手デビュー35周年記念商品 スタジオ・アルバム紙ジャケット21枚 + 紅白DVD          |
| 5 | CYNTHIA ALIVE                  | 20.07.02 | 歌手デビュー50周年記念商品 クリス松村監修・選曲によるBlu-spec CD2の6枚組ボックス、通販限定販売 |

### タイアップ曲
| 年     | 楽曲                          | タイアップ                                          |
| ------ | ----------------------------- | --------------------------------------------------- |
| 1975年 | おはようさん                  | NHK朝の連続テレビ小説「おはようさん」イメージソング |
| 1976年 | 愛はめぐり逢いから            | TBS系テレビドラマ「結婚するまで」主題歌             |
| 1978年 | 春の予感 -I've been mellow-   | 資生堂・キャンペーンソング                          |
| 1992年 | 青空                          | 松下電工「エステ商品」イメージソング                |
| 1992年 | ファンレター（Remix version） | NHK-BS・イメージソング                              |
| 1993年 | 約束                          | JR東日本・イメージソング                            |
| 1994年 | よろしく哀愁                  | KDD「ファミリートーク」CMソング                     |
| 1996年 | 愛は一度だけですか            | フジテレビ系テレビドラマ「その灯は消さない」主題歌  |
| 1997年 | 初恋                          | フィリップモリス「エキストラライト」CMソング        |

## NHK紅白歌合戦出場歴
- 大晦日放送の音楽番組『NHK紅白歌合戦』には、デビュー年の1971年から引退前年[注 4] の1977年まで連続7回の出場を果たし、現役時代フル出演となった。

| 年度/放送回                                                      | 回 | 曲目             | 対戦相手   |
| ---------------------------------------------------------------- | -- | ---------------- | ---------- |
| 1971年（昭和46年）/第22回                                        | 初 | 17才             | 尾崎紀世彦 |
| 1972年（昭和47年）/第23回                                        | 2  | 純潔             | 野口五郎   |
| 1973年（昭和48年）/第24回                                        | 3  | 色づく街         | 堺正章     |
| 1974年（昭和49年）/第25回                                        | 4  | 夏の感情         | 野口五郎   |
| 1975年（昭和50年）/第26回                                        | 5  | 人恋しくて       | 郷ひろみ   |
| 1976年（昭和51年）/第27回                                        | 6  | 哀しい妖精       | 堺正章     |
| 1977年（昭和52年）/第28回                                        | 7  | 街角のラブソング | 三橋美智也 |
| 1991年（平成3年）/第42回                                         | 8  | 色づく街         | KAN        |
| - CD-BOX『Cynthia Premium』のDVDに、全歌唱映像が納められている。 |    |                  |            |

## 出演

### テレビ番組
- 『8時だョ!全員集合』 (TBS)

1971年10月23日 - 初出演
1978年1月21日 - 最後の出演
- 『夜のヒットスタジオ』（フジテレビ）

1971年11月1日 - 初出演
1978年9月25日 - 最後の出演（南沙織「サヨナラ」企画）
- 『ミュージックフェア』（フジテレビ）

1974年11月12日 - よしだたくろう、かまやつひろしとともに出演
1975年5月13日 - あおい輝彦、麻丘めぐみとともに出演
1976年9月28日 - あおい輝彦とともに出演
- 『シルバー仮面』 - 第6話「さすらいびとの荒野」（1972年、TBS）
- 『おれは男だ!』 - 第37話「明けまして頑張らなくっちゃア!」※特別出演（1972年、NTV）
- 『刑事くん』 - 第34話「街角の白い花」（1972年、TBS）
- 『股旅USA』（1972年、NET）
- 『ラブラブショー』 - トーク番組、男性ゲストは森田健作（1972年、フジテレビ）
- 『真理ちゃんとデイト』第4回 - 天地真理の音楽バラエディー番組（1972年10月26日、TBS）
- 『土曜ドラマ』 - 優しい時代 第2部（1978年、NHK） - 宮島雪子 役
- 『欽ちゃんのどこまでやるの』 - お茶の間ゲスト（1978年2月15日、テレビ朝日）

### ラジオ番組
- 『歌謡大行進』（1972年4月 - 9月 、文化放送）木曜パーソナリティー
- 『翔べ光の中へ』（1978年6月4日- 、FM東京）D.J.担当

### CM
- 日本光学工業 レンズ ニコンオルマ70（1978年）[19]